# Samarytanka (stopień harcerski)

Oznaka stopnia używana do 2003 roku

Samarytanka – w ZHP i SHK Zawisza czwarty, a w ZHR trzeci żeński stopień harcerski. Oznaczany złotą lilijką nabitą na krzyż (ZHR, ZHP fakultatywnie) bądź dwiema krokiewkami na pagonie (ZHP). Przeznaczony dla dziewcząt w wieku 14–17 lat.
Samarytanką nazywa się także w harcerstwie ogół wiedzy i umiejętności z pierwszej pomocy przedmedycznej.

## WZHP
Wyższym stopniem jest Harcerka Orla, niższym – Pionierka.

### Idea stopnia
Poszukuję wzorów do naśladowania zgodnych z harcerskimi wartościami. Szukam sytuacji, w których mogę pomóc zgodnie z wyrażoną w Przyrzeczeniu szczerą wolą. Pracuję nad swoim charakterem. Poszukuję swoich zainteresowań i pasji. Rozwijam je, zdobywając wiedzę i umiejętności w wybranych dziedzinach. Współtworzę życie drużyny.

### Wymagania do otwarcia próby
- zdobyła stopień Pionierki. Jeżeli nie posiada stopnia Pionierki, to realizuje próbę Samarytanki poszerzoną o dodatkowe wiadomości i umiejętności zawarte w wymaganiach z poprzednich stopni.
- aktywnie uczestniczy w życiu zastępu i drużyny

### Czas próby
9–12 miesięcy

### Wymagania stopnia

#### I. Praca nad sobą
1. Znam swoje dobre strony. Rozwijam i potrafię je wykorzystać na rzecz innych.
2. Poszukuję autorytetów. Czerpię z nich motywację do pracy nad sobą.
3. Czynnie uczestniczę w formach rozwoju duchowego, np. kuźnica, dyskusja, rekolekcje, pielgrzymka.
4. Racjonalnie organizuję własny czas. Planuję przebieg dnia, tygodnia.
5. Znam zasady dobrego wychowania, potrafię ubrać się odpowiednio do sytuacji.
6. Potrafię korzystać z osiągnięć postępu technicznego, przestrzegam przy tym zasad kultury (np. znam zasady netykiety, wiem, jak korzystać z telefonu komórkowego w miejscach publicznych, kontroluję czas spędzany przy komputerze).
7. Udoskonaliłam swoją technikę uczenia się lub poprawiłam oceny z wybranych przedmiotów szkolnych.
8. Systematycznie oszczędzam pieniądze na określony cel.
9. Uczę się języka obcego i potrafię wykorzystać jego znajomość (np. przetłumaczyłam artykuł, nawiązałam korespondencję ze skautem lub skautką).
10. Zrobiłam przegląd swego tygodniowego jadłospisu pod kątem wartości odżywczych, wyciągnęłam wnioski i wprowadziłam poprawki na przyszłość. Znam skutki niedożywienia i przejadania się.
11. Potrafię udzielić pierwszej pomocy, w razie potrzeby potrafię zastosować resuscytację (ogół czynności prowadzących do przywrócenia podstawowych czynności życiowych).
12. Włączyłam się do prowadzenia gospodarstwa domowego. W trakcie próby przyjęłam na siebie dodatkowe obowiązki.
13. Załatwiłam sprawy organizacyjne biwaku, wycieczki, obozu (np. zakup biletu zbiorowego, ubezpieczenie, przygotowanie wykazu potrzebnego sprzętu, prowadzenie rachunków).

#### II. Doskonalenie harcerskie
1. Wyspecjalizowałam się w wybranej dziedzinie harcerskiej (techniki harcerskie lub inna dziedzina pomocna w pracy drużyny). Kierowałam projektem dotyczącym tej dziedziny.
2. Przeczytałam przynajmniej jedną książkę, która pogłębiła moją wiedzę o dziejach ruchu harcerskiego lub skautowego. Zaprezentuję innym (w zastępie, drużynie lub w klasie) wybrane zagadnienie lub znaczącą postać z dziejów harcerstwa.
3. Zorganizowałam według własnego pomysłu akcję zarobkową w drużynie lub nawiązałam pożyteczne dla drużyny kontakty (z osobą, instytucją).
4. Znam cele działania Związku Harcerstwa Polskiego.

#### III. Poszukiwanie pól służby
1. Jestem wrażliwa na potrzeby drugiego człowieka – świadomie i odpowiedzialnie podejmuję stałą służbę.
2. Sporządziłam „mapę potrzeb” występujących w najbliższej okolicy i uczestniczyłam w projekcie (zadaniu), odpowiadającym na którąś ze wskazanych potrzeb.
3. Orientuję się w bieżących wydarzeniach politycznych, gospodarczych i kulturalnych kraju.
4. Znam najważniejsze prawa i obowiązki obywateli RP.
5. Przeprowadziłam zwiad tematyczny (np. poznając przyrodę, kulturę, historię, współczesne życie społeczne i gospodarcze, poznając ciekawe osoby, mało znane miejsca, zapomniane pamiątki historyczne). Sporządziłam dokumentację zwiadu (zawierającą np. opisy, wywiady, pamiątki, fotografie, spis lektur na wybrany temat) i w interesujący sposób przedstawiłam go w drużynie.

W okresie próby uczestniczyłam w co najmniej trzech projektach. W czasie próby zdobyłam co najmniej trzy sprawności (dwugwiazdkowe i trzygwiazdkowe).
Uwaga. Próbę można uzupełnić o dodatkowe wymagania przyjęte w środowisku.

## WZHR

### Idea stopnia
Na samarytance zawsze można polegać. Wykorzystuje nabyte umiejętności pomagając innym. W stosunku do młodszych jest opiekuńcza i odpowiedzialna. Życie harcerskie nie ma dla niej tajemnic. Jest samodzielna i zaradna. Pewnie kroczy harcerską ścieżką.